# البحر والسم
البحر والسم (باليابانية:海と毒薬 ) رواية للكاتب الياباني شوساكو إندو صدرت في 1958 وحصلت على جائزة أكوتاغاوا ذائعة الصيت، تدور أحداثها حول تجربة لا إنسانية تجري في كلية الطب في فوكوكا خلال الحرب العالمية الثانية.

## الحبكة
تدور الرواية حول تأثيرات تجربة يجريها أطباء قسم الجراحة الأول في المستشفى الجامعي في فوكوكا على مجموعة من الأسرى الأمريكيين خلال الحرب العالمية الثانية عُرفت باسم تشريح الأحياء، وتتحدث عن مفاهيم الأخلاق، والضمير، والإنسانية، ووجود الإله ومفهومه، وماهية السعادة.
تبدأ الرواية بمحاولة مريض فضولي التعرف على خلفية طبيبه المعالج، والأسباب التي تدفعه رغم مهارته إلى العيش في وحدة وعزلة، كما يحاول المريض تفهم أسباب نفوره النسبي من الطبيب البارع، ويتمكن من ذلك عندما يزور مدينة فوكوكا ويسمع فيها اسم طبيبه. بعدها يعود الزمن إلى التجربة.. بشكل متقاطع ومتوازٍ يحكي الأحداث قبل وبعد وخلال التجربة.

## شخصيات الرواية
- المريض

المشتركون في التجربة:
- الطبيب جيرو سوجورو
- الطبيب تودا
- دكتور أساي
- دكتور هاشيموتو
- كبيرة الممرضات
- الممرضة

شخصيات أخرى في مستشفى كلية الطب:
- ميتسو آبي - مريضة
- زوجة الدكتور هاشيموتو

## الترجمة إلى العربية
ترجم يوسف كامل حسين رواية البحر والسم إلى العربية عن الترجمة الإنكليزية لها بواسطة مايكل جالاجر، وصدرت طبعتها الأولى في 2005 عن المؤسسة العربية للدراسات والنشر.

## إشارات
1. ↑  مقدمة المترجم عن اليابانية، البحر والسم، شوساكو إندو، ترجمة: كامل يوسف حسين